# Linea 6 (metropolitana di New York)
La linea 6 Lexington Avenue Local/Pelham Local and Express è una linea della metropolitana di New York, che collega la città da nord-est, con capolinea presso la stazione di Pelham Bay Park, a sud-ovest, con capolinea presso Brooklyn Bridge-City Hall. È indicata con il colore verde mela poiché la trunk line utilizzata a Manhattan è la linea IRT Lexington Avenue. Questa linea effettua due tipi di servizi:
- un servizio interamente locale, di nome 6 Lexington Avenue/Pelham Local;
- un servizio parzialmente espresso durante le ore di punta, di nome 6 Lexington Avenue Local/Pelham Express.

## Storia

### 1900-1969
La linea 6 fu attivata il 17 luglio 1918, in seguito al completamento della sezione nord della linea IRT Lexington Avenue, svolgendo all'epoca un servizio locale tra le stazioni di City Hall e 125th Street. Il successivo 1º agosto 1918, la linea venne prolungata a nord fino a Third Avenue-138th Street. Il 17 gennaio 1919 e il 30 maggio 1920 il servizio della linea fu nuovamente esteso, rispettivamente, da 138th Street a Hunts Point Avenue e poi da Hunts Point Avenue a East 177th Street. Sempre nel 1920, il 24 ottobre e il 20 dicembre, la linea 6 venne estesa prima a Westchester Square-East Tremont Avenue e poi a Pelham Bay Park, assumendo l'attuale percorso.
Nel 1934 il servizio notturno della linea venne limitato alla tratta tra 125th Street e Pelham Bay Park; tra 125th Street e City Hall il servizio notturno locale era invece assicurato dalla linea 4, che prima di notte svolgeva un servizio espresso. Il 31 dicembre 1945 la stazione di City Hall, situata su un cappio di ritorno, venne chiusa e di conseguenza il capolinea sud della linea divenne la stazione di Brooklyn Bridge. Il 10 maggio 1946 il servizio notturno fu esteso da 125th Street a Brooklyn Bridge, permettendo di ripristinare il servizio espresso notturno della linea 4.
Il 14 ottobre 1946 venne inaugurato il servizio espresso della linea 6, attivo durante i giorni feriali e il sabato tra Brooklyn Bridge e Pelham Bay Park e che permetteva di risparmiare 8 minuti tra Third Avenue-138th Street e East 177th Street. Quando il servizio espresso era attivo, il servizio locale della linea terminava a 177th Street anziché a Pelham Bay Park. Il 7 marzo 1949 l'inizio del servizio espresso in direzione Bronx venne anticipato dalle 16:30 alle 15:30 e il 17 giugno il servizio espresso in direzione Manhattan venne prolungato di un'ora, dalle 9:30 alle 10:30.
Il 22 settembre 1948 54 nuove carrozze furono assegnate alla linea, permettendo di portare tutti i treni ad una lunghezza di 7 carrozze, dalle originali 6. Dal 15 al 22 dicembre 1950 i treni espressi furono prolungati da Brooklyn Bridge a South Ferry e a partire dal 23 giugno 1956 il servizio espresso durante il sabato fu trasformato in un servizio locale, lasciando quindi il servizio espresso della linea 6 attivo solo durante i giorni feriali. L'8 aprile 1960 il servizio notturno locale della linea durante i giorni feriali fu prolungato a South Ferry e poi il 17 ottobre 1965 fu prolungato anche il servizio notturno durante i fine settimana.

### 1970-presente
Il 23 maggio 1976, il servizio notturno della linea venne troncato a Brooklyn Bridge, in seguito alla chiusura della stazione South Ferry situata sulla linea IRT Lexington Avenue. Successivamente, il 13 gennaio 1980, il servizio venne nuovamente arretrato a 125th Street e di conseguenza la linea 4 ritornò a svolgere un servizio locale durante la notte. Durante il 1985, da marzo all'estate, il treno della linea 6 che fermava alla stazione di 138th Street alle 19:20 venne prolungato fino a Atlantic Avenue, dove arrivava alle ore 20:18. Si è trattato della prima e ultima volta nella storia della linea 6 che un treno serviva Brooklyn.
Il 21 gennaio 1990, il servizio notturno della linea venne prolungato a Brooklyn Bridge, il 5 ottobre tuttavia fu nuovamente limitato a 125th Street. Il 3 ottobre 1999, il servizio notturno venne definitivamente esteso a Brooklyn Bridge, portando il servizio ad assumere l'attuale configurazione.

## Il servizio

### 6 Lexington Avenue/Pelham Local
Come il resto della rete, la linea 6 Lexington Avenue/Pelham Local è sempre attiva, 24 ore su 24. A seconda delle fasce orarie il servizio è così strutturato:
- Nelle ore di morbida, la linea svolge un servizio locale lungo tutto il suo percorso. Ferma in 38 stazioni, con un tempo di percorrenza di 1 ora e 5 minuti circa.[2]
- Nelle ore di punta, la linea continua a svolgere un servizio locale lungo tutto il percorso e il capolinea nord è indietreggiato a Parkchester, mentre le stazioni tra Parkchester e Pelham Bay Park sono servite dalla linea 6 espressa. In questa fascia oraria, ferma in 32 stazioni, con un tempo di percorrenza di 50 minuti.[2]

Possiede interscambi con 16 delle altre 24 linee della metropolitana di New York, con il servizio ferroviario suburbano Metro-North Railroad, con numerose linee automobilistiche gestite da MTA Bus e NYCT Bus e con il Roosevelt Island Tramway.

#### Le stazioni servite
| Stazione                               |  | Interscambi con la metropolitana | Altri Interscambi                       |
| -------------------------------------- |  | -------------------------------- | --------------------------------------- |
| The Bronx                              |  |                                  |                                         |
| Pelham Bay Park                        |  |                                  | MTA Bus · NYCT Bus                      |
| Buhre Avenue                           |  |                                  | MTA Bus · NYCT Bus                      |
| Middletown Road                        |  |                                  | NYCT Bus                                |
| Westchester Square-East Tremont Avenue |  |                                  | NYCT Bus                                |
| Zerega Avenue                          |  |                                  | NYCT Bus                                |
| Castle Hill Avenue                     |  |                                  | NYCT Bus                                |
| Parkchester                            |  |                                  | MTA Bus · NYCT Bus                      |
| St. Lawrence Avenue                    |  |                                  | NYCT Bus                                |
| Morrison Avenue-Soundview              |  |                                  | NYCT Bus                                |
| Elder Avenue                           |  |                                  | NYCT Bus                                |
| Whitlock Avenue                        |  |                                  | NYCT Bus                                |
| Hunts Point Avenue                     |  |                                  | NYCT Bus                                |
| Longwood Avenue                        |  |                                  | NYCT Bus                                |
| East 149th Street                      |  |                                  | NYCT Bus                                |
| East 143rd Street-St. Mary's Street    |  |                                  |                                         |
| Cypress Avenue                         |  |                                  | NYCT Bus                                |
| Brook Avenue                           |  |                                  | NYCT Bus                                |
| Third Avenue-138th Street              |  |                                  | NYCT Bus                                |
| Manhattan                              |  |                                  |                                         |
| 125th Street                           |  | 4 · 5                            | Metro-North · NYCT Bus                  |
| 116th Street                           |  | 4                                | NYCT Bus                                |
| 110th Street                           |  | 4                                | NYCT Bus                                |
| 103rd Street                           |  | 4                                | NYCT Bus                                |
| 96th Street                            |  | 4                                | NYCT Bus                                |
| 86th Street                            |  | 4 · 5                            | MTA Bus · NYCT Bus                      |
| 77th Street                            |  | 4                                | NYCT Bus                                |
| 68th Street-Hunter College             |  | 4                                | NYCT Bus                                |
| 59th Street                            |  | 4 · 5 · N · R · W                | MTA Bus · NYCT Bus                      |
| 51st Street                            |  | 4 · E · M                        | MTA Bus · NYCT Bus                      |
| Grand Central-42nd Street              |  | 4 · 5 · 7 · 42nd Street Shuttle  | LIRR · Metro-North · MTA Bus · NYCT Bus |
| 33rd Street                            |  | 4                                | MTA Bus · NYCT Bus                      |
| 28th Street                            |  | 4                                |                                         |
| 23rd Street                            |  | 4                                | MTA Bus · NYCT Bus                      |
| 14th Street-Union Square               |  | 4 · 5 · L · N · Q · R · W        | NYCT Bus                                |
| Astor Place                            |  | 4                                | NYCT Bus                                |
| Bleecker Street                        |  | 4 · B · D · F · M                | NYCT Bus                                |
| Spring Street                          |  | 4                                |                                         |
| Canal Street                           |  | 4 · J · N · Q · R · W · Z        | NYCT Bus                                |
| Brooklyn Bridge-City Hall              |  | 4 · 5 · J · Z                    | MTA Bus · NYCT Bus                      |

### 6 Lexington Avenue Local/Pelham Express
La linea 6 Lexington Avenue Local/Pelham Express, che affianca la linea 6 locale nelle ore di punta, svolge un servizio locale a Manhattan ed un servizio espresso nel Bronx, fermando in totale in 28 stazioni con un tempo di percorrenza di 55 minuti circa. È attiva nella direzione di massimo afflusso, quindi dalle 6.00 alle 12.00 il servizio è verso Brooklyn Bridge-City Hall, dalle 12.30 alle 20.15 il servizio è verso Pelham Bay Park.
Come la linea locale, possiede interscambi con 16 delle altre 24 linee della metropolitana di New York, con il servizio ferroviario suburbano Metro-North Railroad, con numerose linee automobilistiche gestite da MTA Bus e NYCT Bus e con il Roosevelt Island Tramway.

#### Le stazioni servite
| Stazione                               |  | Interscambi con la metropolitana | Altri Interscambi                       |
| -------------------------------------- |  | -------------------------------- | --------------------------------------- |
| The Bronx                              |  |                                  |                                         |
| Pelham Bay Park                        |  |                                  | MTA Bus · NYCT Bus                      |
| Buhre Avenue                           |  |                                  | MTA Bus · NYCT Bus                      |
| Middletown Road                        |  |                                  | NYCT Bus                                |
| Westchester Square-East Tremont Avenue |  |                                  | NYCT Bus                                |
| Zerega Avenue                          |  |                                  | NYCT Bus                                |
| Castle Hill Avenue                     |  |                                  | NYCT Bus                                |
| Parkchester                            |  |                                  | MTA Bus · NYCT Bus                      |
| Hunts Point Avenue                     |  |                                  | NYCT Bus                                |
| Third Avenue-138th Street              |  |                                  | NYCT Bus                                |
| Manhattan                              |  |                                  |                                         |
| 125th Street                           |  | 4 · 5                            | Metro-North · NYCT Bus                  |
| 116th Street                           |  |                                  | NYCT Bus                                |
| 110th Street                           |  |                                  | NYCT Bus                                |
| 103rd Street                           |  |                                  | NYCT Bus                                |
| 96th Street                            |  |                                  | NYCT Bus                                |
| 86th Street                            |  | 4 · 5                            | MTA Bus · NYCT Bus                      |
| 77th Street                            |  |                                  | NYCT Bus                                |
| 68th Street-Hunter College             |  |                                  | NYCT Bus                                |
| 59th Street                            |  | 4 · 5 · N · R · W                | MTA Bus · NYCT Bus                      |
| 51st Street                            |  | E · M                            | MTA Bus · NYCT Bus                      |
| Grand Central-42nd Street              |  | 4 · 5 · 7 · 42nd Street Shuttle  | LIRR · Metro-North · MTA Bus · NYCT Bus |
| 33rd Street                            |  |                                  | MTA Bus · NYCT Bus                      |
| 28th Street                            |  |                                  |                                         |
| 23rd Street                            |  |                                  | MTA Bus · NYCT Bus                      |
| 14th Street-Union Square               |  | 4 · 5 · L · N · Q · R · W        | NYCT Bus                                |
| Astor Place                            |  |                                  | NYCT Bus                                |
| Bleecker Street                        |  | B · D · F · M                    | NYCT Bus                                |
| Spring Street                          |  |                                  |                                         |
| Canal Street                           |  | J · N · Q · R · W · Z            | NYCT Bus                                |
| Brooklyn Bridge-City Hall              |  | 4 · 5 · J · Z                    | MTA Bus · NYCT Bus                      |

## Il materiale rotabile
Sulla linea 6 vengono utilizzate 360 carrozze R62A e 40 carrozze R142A, entrambe prodotte dalla Kawasaki Heavy Industries. Le 360 carrozze R62A sono assemblate in 36 treni da 10 carrozze, mentre le 40 R142 sono assemblate in 4 treni. Il deposito assegnato alla linea è quello di Westchester.